# 委內瑞拉流亡最高法院
委內瑞拉流亡最高法院（英語：Supreme Tribunal of Justice of Venezuela in exile，簡稱TSJ），是委內瑞拉反对派单方面成立的最高法院，因2017年委內瑞拉憲政危機而在2017年7月21日成立。

## 歷史

### 產生背景
總統烏戈·查維茲（Hugo Chávez）於2013年3月5日病逝後，繼任的尼古拉斯·馬杜羅（Nicolás Maduro）被迫承受其任內所遺留下來的嚴重社會經濟問題。政府的價格控制等經濟政策失靈，導致暴力、通貨膨脹和民生物資短缺等事件頻傳，民間抗議示威活動隨之在委內瑞拉國內遍地開花。
也因此，1999年全國代表大會成立後，2015年的全國代表大會選舉後，反對黨首次成為多數黨。反对派指控称，由於選舉失利，成為跛腳鴨的政府和全國代表大會將自身親信安插到了委內瑞拉最高法院中。
圍繞尼古拉斯·馬杜羅總統2016年罷免公投的騷亂在持續了數個月後，2017年3月29日，委內瑞拉最高法院以全國代表大會蔑視法庭為由，宣布數名議員當選無效，並剝奪大會的立法權，「暫時」將立法權交由最高法院執行，但卻未說明何時將立法權交還給全國代表大會。這項判決引發大規模示威活動，因此最高法院在2017年4月1日撤回判決。

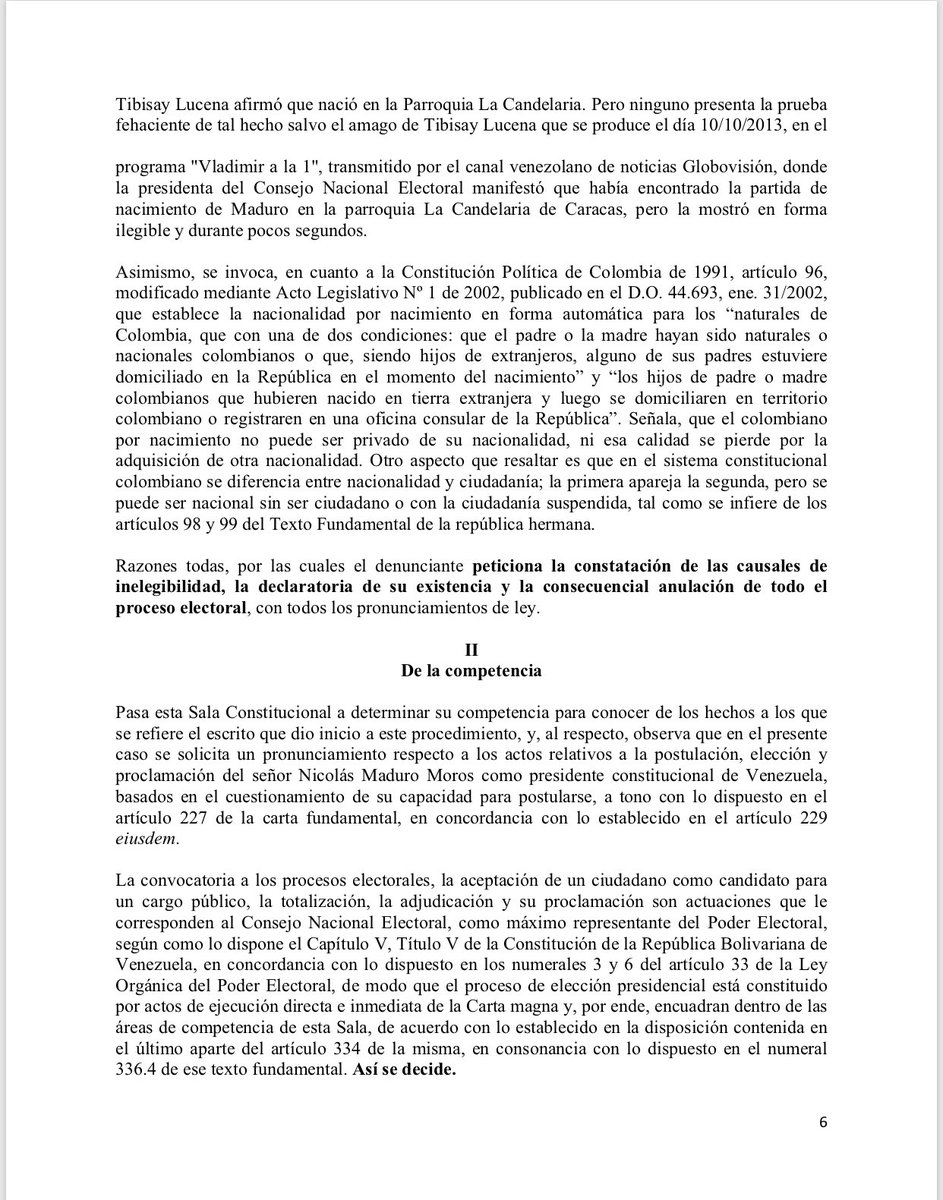
委內瑞拉流亡最高法院宣布2013年總統選舉無效，要求總統和委內瑞拉選舉委員會提供總統的出身證明，並要求總統放棄哥倫比亞國籍。

憲政危機期間被剝奪權力和委內瑞拉政府要求改寫憲法後，由反對派主導的全國代表大會在2017年6月13日設立了司法提名委員會，打算以此推選新任流亡最高法院法官。2017年7月12日，時任申訴專員的塔雷克·沙柏說，政府不承認被反對派領導的下屆全民代表大會推選的法官，並表示政府僅承認現任全國代表大會所推派的法官人選。儘管政府拒絕承認新任全國代表大會推選的法官人選，反對派主導的新任國民代表大會在2017年7月21日，自行組建了33名法官的法理流亡最高法院，以此對抗委内瑞拉最高法院。

## 判決

### 總統資格
2018年1月11日，律師恩里克·阿里斯特吉塔·格拉姆科（西班牙語：Enrique Aristeguita Gramcko）提出舉證聲稱尼古拉斯·馬杜羅在2013年委內瑞拉總統選舉中並無不法，阿里斯特吉塔在法庭上辯稱，根據哥倫比亞憲法B部分第96條，雖然馬杜羅無法證明其出生於委內瑞拉，但由於其母親為哥倫比亞人，且馬杜羅幼年居住在哥倫比亞領土，因此馬杜羅是擁有哥倫比亞國籍，雖然流亡最高法院接受阿里斯特吉塔的說法，要求選舉委員會和總統提供合法的出生證明並放棄哥倫比亞國籍，但流亡最高法院最終仍判決該次大選無效。
2018年7月2日，流亡最高法院取消馬杜羅總統身分，並要求委內瑞拉全國代表大會推選新任總統。這一判決，獲得美洲國家組織秘書長路易斯·阿爾馬格羅支持。2018年7月9日，流亡最高法院要求CICPC逮捕馬杜羅，並將其帶上法庭受審。
2018年8月15日，流亡最高法院判處馬杜羅18年又3個月的有期徒刑，理由是：「法庭有足夠證據證明其貪腐和正當化違法財產」。美洲國家組織表示支持流亡最高法院的判決，並要求委內瑞拉全國代表大會承認該判決。

### 人道援助
2019年2月8日，根據案件檔案SC-2017-003，流亡最高法院宣布加入一個國際軍事聯盟，以確保進入委內瑞拉和保護委內瑞拉國內的人道主義援助工作。

## 承認方
美洲國家組織秘書長路易斯·阿爾馬格羅曾表示支持委內瑞拉流亡最高法院。智利參議院和眾議院皆承認委內瑞拉流亡最高法院為委內瑞拉合法司法機構。
而馬杜羅政府則不承認流亡最高法院。